# Кишинский, Лаврентий Семёнович
Лаврентий Семёнович Кишинский (?—?) — русский генерал-майор, участник Крымской войны.

## Биография
Один из героев Севастополя, командовал 6-й артиллерийской дивизией; участвовал в Альминском сражении  8 сентября, выказав выдающуюся распорядительность, и был контужен. Отлично проявил себя и в Инкерманском сражении 24 октября, где вторично был контужен.
В сражении на реке Чёрной 4 августа 1855 года командовал артиллерией в отряде генерала Павла Петровича Липранди.

## Награды
- 3 декабря 1839 года был награждён орденом св. Георгия 4-й степени (№ 6022 по списку Григоровича — Степанова).

## Источник
- Кишинский, Лаврентий Семенович // Военная энциклопедия : [в 18 т.] / под ред. В. Ф. Новицкого … [и др.]. — СПб. ; [М.] : Тип. т-ва И. Д. Сытина, 1911—1915.